# Орчано-ди-Пезаро
Орчано-ди-Пезаро (итал. Orciano di Pesaro) — коммуна в Италии, располагается в регионе Марке, в провинции Пезаро-э-Урбино.
Население составляет 2210 человек (2008 г.), плотность населения составляет 93 чел./км². Занимает площадь 24 км². Почтовый индекс — 61038. Телефонный код — 0721.
Покровительницей коммуны почитается святая Екатерина Александрийская. Праздник ежегодно празднуется 25 ноября.

## Демография
Динамика населения:

## Администрация коммуны
- Официальный сайт: http://www.comune.orciano.pu.it/